# Strathernia
Strathernia (łac. Stratherniensis, ang. Strathearn) – stolica historycznej diecezji w Szkocji, erygowanej w roku 1155, a zlikwidowanej około 1570. Współcześnie miejscowość Strathearn w hrabstwie Perth. Obecnie katolickie biskupstwo tytularne.

## Biskupi tytularni
| Lp. | Biskup             | Funkcja                                       | Od                | Do                   |
| --- | ------------------ | --------------------------------------------- | ----------------- | -------------------- |
| 1   | Hubert Brandenburg | biskup pomocniczy Osnabrücku (Niemcy)         | 12 grudnia 1974   | 21 listopada 1977    |
| 2   | John Jukes         | biskup pomocniczy Southwark (Wielka Brytania) | 20 grudnia 1979   | 21 listopada 2011    |
| 3   | Sébastien Muyengo  | biskup pomocniczy Kinszasy (DR Konga)         | 2 lutego 2012     | 15 października 2013 |
| 4   | Timothy Freyer     | biskup pomocniczy Orange (USA)                | 23 listopada 2016 |                      |